# 퍼펙트! 슈퍼 몽키 볼 1&2 리메이크
《퍼펙트! 슈퍼 몽키 볼 1&2 리메이크》는 용과 같이 스튜디오가 개발하고 세가가 배급한 3D 플랫폼 게임이다. 《슈퍼 몽키 볼》 시리즈의 첫 세 게임들의 스테이지를 수록한 리메이크 작품으로, 2012년 10월 5일 닌텐도 스위치, 플레이스테이션 4, 플레이스테이션 5, 엑스박스 원, 엑스박스 시리즈 X/S 및 마이크로소프트 윈도우로 발매됐다.

## 게임플레이
원작들과 마찬가지로 게임의 주 목표는 원숭이가 들어있는 공을 스테이지를 직접 기울임으로써 조종해 목적지에 도달하는 것이다. 최대 4인이 참가할 수 있는 로컬 다인용 모드 이외에 온라인 스코어보드와 타임 어택 모드를 지원한다.

## 개발 및 출시
《퍼펙트! 슈퍼 몽키 볼 1&2 리메이크》는 시리즈 20주년을 기념하는 작품으로, 《용과 같이》 시리즈를 제작한 세가의 자회사 용과 같이 스튜디오가 개발했다. 시리즈의 세 작품 《슈퍼 몽키볼》. 《슈퍼 몽키 볼 2》 및 《슈퍼 몽키 볼 디럭스》의 스테이지들이 수록됐다.

## 참조
1. ↑  일본판 제목 《먹어라! 슈퍼 몽키 볼 1&2 리메이크》(일본어: たべごろ！スーパーモンキーボール 1＆2リメイク), 영어판 제목 《슈퍼 몽키 볼: 바나나 매니아》(영어: Super Monkey Ball: Banana Mania)